# António Macheira
António  Henrique da Cruz Macheira (* 5. August 1933 in Olhão, Algarve, Portugal; † 14. Dezember 1957 ebenda) war ein portugiesischer Schriftsteller.

## Leben und Wirken
Erste Erzählungen und Kurzgeschichten erschienen in Zeitungen. Theaterstücke und Lyrik warten auf eine Veröffentlichung im Nachlass des Autors. 1998 erschien posthum der Band Ate amanha, meu filho (Bis morgen, mein Sohn), der sämtliche Erzählungen und Kurzgeschichten enthält. Machado war sehr belesen und las vor allem Werke von Fernando Pessoa und liebte Kunst, Kultur, Musik und Literatur. Seine Erzählungen wurden auch ins Polnische übersetzt.
António  Macheira starb in seiner Heimatstadt am 14. Dezember 1957 im Alter von 24 Jahren.

## Werk
Der junge Schriftsteller kämpfte in seinem Werk vor allem gegen Armut und soziale Ungerechtigkeit, die er mit seiner Literatur aufzeigen und bekämpfen wollte. Das brachte ihm Probleme mit dem Estado Novo bzw. der Militärdiktatur die Kritik an den sozialen Verhältnissen auch als Kritik am Staat verstand.
In seinen Kurzgeschichten und Erzählungen ist es vor allem das Meer, die Industrie, die Schönheit der Algarve, die Fischer und ihr Leben, die Natur und die Probleme der Armut, die er darin beschreibt.

## Nachwirkung
In Olhão ist eine Straße nach ihm benannt und auch in einer örtlichen Schule trägt die dortige Schulbibliothek seinen Namen. Auch gibt es einen nach ihm ausgeschriebenen Jugendpreis.